# Бурлай, Марк Сергеевич
Марк Сергеевич Бурлай (род. 30 июня 1992) — российский театральный деятель, актёр театра и кино. Лауреат театральной премии «Золотая маска» (2025), лауреат премии «Золотой витязь».

## Биография
Марк Бурлай родился 30 июня 1992 года.
В 2016 году завершил обучение в Театральном институте имени Бориса Щукина, обучался мастерству в мастерской А. А. Коручекова.
Был занят в спектаклях «Мастерская Петра Фоменко», Театра им. Евг. Вахтангова, Театра С.А.Д., сотрудничает с «Творческим объединением 9», Театром Наций. В Театре имени Гоголя служит с 2022 года. Выступает в Концертном Зале им. П. И. Чайковского с чтецкими программами по произведениям О. Мандельштама, Н. Гумилёва, К. Бальмонта, Д. Окуджавы, Д. Самойлова.
Принимал участие в исполнении драматической оратории для актеров, солистов, хора и оркестра «Жанна д’Арк на костре». Онеггера на сцене Концертного зала им. П. И. Чайковского (2016).

## Репертуар и роли

### Роли в театре
- «Питер Пэн», режиссер Александр Коручеков;
- «Комедия о вдове»;
- «Испанцы в Дании», режиссер Кирилл Пирогов,
- «Маркес. Без слов», режиссер Валерий Ушаков,
- «Снегурочка», «Лекарь поневоле», режиссер Олег Долин;
- «Я убил Царя», режиссер Михаил Патласов,
- «Портрет Дориана Грея» (Гарри),
- «Мещане. Попытка прочтения» (Тетерев),
- «Гроза. Искушение» (Тихон Кабанов),
- «Игроки. Иллюзия» (Ихарев),
- «Соборяне» (Николай Афанасьич).

### Роли в кино
- 2022 — «На дне» (Валя — главная роль);
- 2024 — «Натали и Александр» (Даль);

## Награды
- Лауреат премии «Золотой витязь» за роль в спектакле «Бедность не порок» в Театре им. Евг. Вахтангова.
- Лауреат российской национальной театральной премии «Золотая маска» в номинации «Лучшая мужская роль второго плана» за роль в спектакле «Соборяне», 2025[5].